# クラス・ブレーデ・ブローテン
クラス・ブレーデ・ブローテン（Clas Brede Bråthen、1968年11月28日 - ）はノルウェーの元スキージャンプ選手で現在はノルウェースキー連盟の役員である。

## プロフィール
1986年のノルディックスキージュニア世界選手権（アメリカ合衆国、レークプラシッド）で銅メダルを獲得。1988年12月17日札幌（日本）でスキージャンプ・ワールドカップ自己最高位となる3位を記録した。
1989年ノルディックスキー世界選手権では70m級15位、90m級11位、団体戦では銀メダルを獲得した。
1994年のノルウェー選手権ノーマルヒルで優勝、1996年限りで現役を退いた。
2001年からノルウェースキー連盟のジャンプ部長を務め、また女子ジャンプの普及に努めている。